# 青木重直
青木重直（1528年—1614年1月1日）是日本戰國時代至江戶時代初期的武將。父親是青木貞重。
美濃國的豪族、自稱是武藏七黨之一丹黨末裔的青木氏一族。

## 生平
在享祿元年（1528年）出生。仕於土岐賴藝、齋藤道三。永祿2年（1559年），於織田信長上洛之際，是其中一名受齋藤義龍命令狙擊信長的刺客（『信長記』）。
齋藤氏滅亡後，仕於織田氏家臣丹羽長秀，參加山崎之戰、賤岳之戰（『丹羽歷代年譜付錄』）。後來成為豐臣秀吉的家臣御伽眾。文祿2年（1593年），被賜予攝津國豐島郡內1千4百石，後來加增菟原郡3百6十石（『寬政重修諸家譜』），並在這段時期出家，剃髪自稱刑部卿法印淨憲。
在慶長18年（1613年）於大坂死去。所領豐嶋郡麻田（現今大阪府池田市）由成為大名的長男一重繼承，在一重隱居時，讓予弟弟可直。